# Petrová
Petrová (1946–1973 slowakisch „Petrova“ – bis 1973 auch „Pitrova“ oder „Pitrová“; ungarisch Végpétri – 1882–1907 Pitrova, älter Petrova, russinisch Пiтрова/Pitrowa) ist eine Gemeinde im Osten der Slowakei mit 1001 Einwohnern (Stand 31. Dezember 2024). Sie gehört zum Okres Bardejov, einem Kreis des Prešovský kraj, und wird zur traditionellen Landschaft Šariš gezählt.

## Geographie

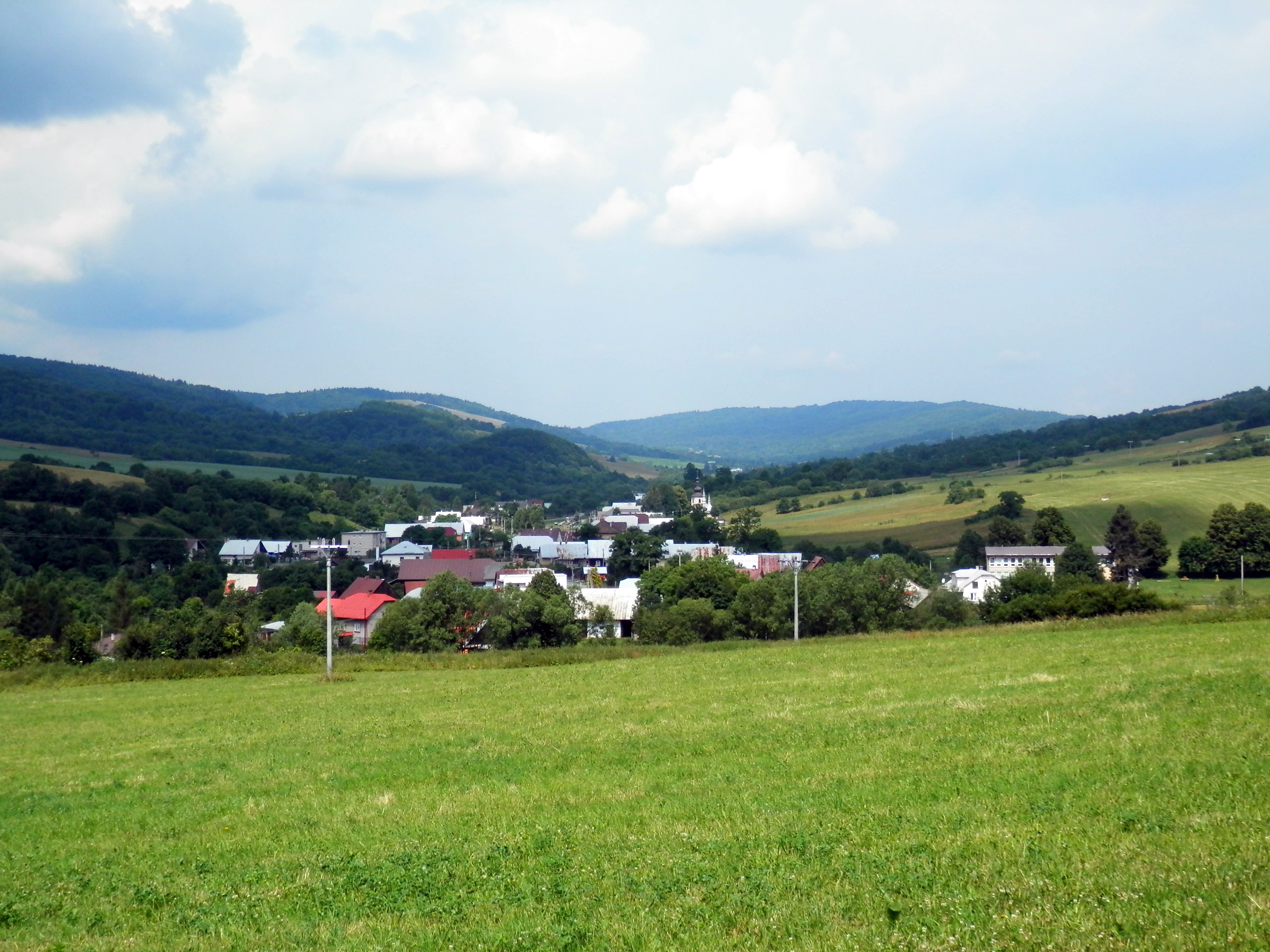
Petrová

Die Gemeinde befindet sich im nordwestlichen Teil der Niederen Beskiden, noch genauer im Gebirge Busov, im Tal des Baches Kamenec im Einzugsgebiet der Topľa, nahe der Staatsgrenze zu Polen. Östlich des Ortes erhebt sich der 1002 m n.m. hohe Berg Busov. Das Ortszentrum liegt auf einer Höhe von 455 m n.m. und ist 18 Kilometer von Bardejov entfernt.
Auf dem Gemeindegebiet befinden sich vier Sauerquellen.
Nachbargemeinden sind Cigeľka im Norden und Nordosten, Gaboltov im Osten und Süden, Krynica-Zdrój (Ortschaft Muszynka, PL) im Westen und Frička im Nordwesten.

## Geschichte
Petrová wurde nach deutschem Recht gegründet und zum ersten Mal 1414 als Peteruagasa schriftlich erwähnt. Das Dorf lag in der Herrschaft der Burg Makovica. 1427 wurden 11 Porta verzeichnet. Im späten 15. Jahrhundert wurde Petrová durch ein polnisches Heer verwüstet. 1787 hatte die Ortschaft 64 Häuser und 447 Einwohner, 1828 zählte man 69 Häuser und 526 Einwohner, die als Fischer, Leineweber, Schindler und Waldarbeiter beschäftigt waren, es gab nur wenige für Landwirtschaft geeignete Felder. Im 19. Jahrhundert besaß die Familie Erdődy Güter im Ort. Ab 1880 kam es zu mehreren Auswanderungswellen.
Bis 1918 gehörte der im Komitat Sáros liegende Ort zum Königreich Ungarn und kam danach zur Tschechoslowakei beziehungsweise heute Slowakei. In der ersten tschechoslowakischen Republik waren die Einwohner als Landwirte, Waldarbeiter und Arbeiter in der örtlichen Säge beschäftigt. Nach dem Zweiten Weltkrieg arbeitete ein Teil der Einwohner in Industriebetrieben in Bardejov, Svidník und Košice, die örtliche Einheitliche landwirtschaftliche Genossenschaft (Abk. JRD) wurde im Jahr 1959 gegründet.

## Bevölkerung
| Jahr                | 1994 | 2004     | 2014     | 2024     |
| ------------------- | ---- | -------- | -------- | -------- |
| Anzahl der Personen | 487  | 671      | 827      | 1001     |
| Unterschied         |      | +37,78 % | +23,24 % | +21,03 % |

| Jahr                | 2023 | 2024    |
| ------------------- | ---- | ------- |
| Anzahl der Personen | 981  | 1001    |
| Unterschied         |      | +2,03 % |

Nach der Volkszählung 2011 wohnten in Petrová 772 Einwohner, davon 701 Slowaken, 55 Russinen, drei Ukrainer, zwei Roma sowie jeweils ein Pole und Tscheche. Neun Einwohner machten keine Angabe zur Ethnie.
598 Einwohner bekannten sich zur orthodoxen Kirche, 131 Einwohner zur griechisch-katholischen Kirche und 36 Einwohner zur römisch-katholischen Kirche. Zwei Einwohner waren konfessionslos und bei fünf Einwohnern wurde die Konfession nicht ermittelt.

## Bauwerke
- griechisch-katholische Kirche Hl. Paraskewa im barock-klassizistischen Stil aus dem Jahr 1819[6]

## Verkehr
Nach Petrová führt nur die Straße 3. Ordnung 3475, die die Straße 1. Ordnung 77 in Tarnov trifft. Südlich des Ortskerns zweigt die Straße 3. Ordnung 3487 nach Cigeľka ab.